# کلام، اتریش
کلام (به آلمانی: Klam) یک منطقهٔ مسکونی در اتریش است که در ناحیه پرگ واقع شده‌است. کلام ۸٫۳۵ کیلومتر مربع مساحت دارد ۲۸۴ متر بالاتر از سطح دریا واقع شده‌است.